# 博多淡海 (2代目)
二代目 博多 淡海（はかたたんかい、本名・木村平蔵、1930年〈昭和5年〉3月1日 - 1981年〈昭和56年〉1月16日）は、昭和戦後期の喜劇役者。
父は博多にわか師の初代博多淡海。妻の博多淡子、実子の木村進（三代目博多淡海）や博多和美も喜劇役者として活動した。

## 生涯
1930年（昭和5年）、初代博多淡海の三男として生まれる。6歳で父の「淡海劇団」一座で初舞台。18歳で一座の座長になり、23歳で父の名「二代目博多淡海」を継ぐ。
1961年（昭和36年）、「二代目博多淡海劇団」は女剣劇一座との合同公演で東京・浅草の常盤座に出演した。東京で「博多にわか」が公演されたのは初めてであり（博多のみならず「九州にわか」として初）、また全編博多弁の芝居の興行も初めてであった。東京で博多弁が通じるかが最大の不安材料で、動きの多い笑いや芝居（正座した状態で高く飛び上がる）を取り入れた。興行は好評で、当初1か月の予定が3か月まで延長された。
常盤座が「博多にわか」を招いたのは、当時人気絶頂と考えられていた女剣劇の人気の陰りを察知したためという。「博多にわか」の淡海劇団に続いて1962（昭和37年）には「佐賀にわか」の筑紫美主子劇団も常盤座に進出し、1963年（昭和38年）には福岡市の大博劇場で博多・佐賀・肥後にわかの初の座長大会が打たれるなど、「九州にわか」は大衆演劇のうちに数えられるようになった。
淡海劇団は九州と東京を拠点として全国巡業する。吉本興業の花月にも出演した。
1975年（昭和50年）、藤山寛美に招かれ松竹新喜劇に加入（淡海劇団は解散した）、藤山寛美の名パートナーとして活躍した。翌1976年（昭和51年）、道頓堀の角座を本拠とする「松竹新喜楽座」の座長となった。1980年（昭和55年）、新喜楽座を退団（酒のため稽古に穴をあけたためという）。後に復帰したが、1981年（昭和56年）1月16日、下呂温泉病院で死去。

## 芸風
老婆に扮して正座の姿勢から跳び上がる「跳び上がり婆さん」の芸で知られた（なお、子の木村進も吉本新喜劇での老婆役で知られる）。博多弁の笑いも親しまれた。

## 関連書籍
- 内川秀治『役者バカだよ人生は 博多淡海物語』（創思社、1984年）
  - 2代目についての木村進からの聞き書き（フクニチ新聞に連載されていた）をまとめたもの。
- 西日本新聞文化部編『昭和の尋ね人―アウトサイダー列伝』（不知火書房、1999年）
- 相羽秋夫『惜別 お笑い人』（東方書店、2001年）